# Білик Борис Іванович
Бори́с Іва́нович Бі́лик (нар. 31 жовтня 1958) — український спеціаліст у галузі атомної енергетики.

## Біографія
Народився 31 жовтня 1958 року в місті Желєзногорську Красноярського краю, Російська Федерація. У 1981 році закінчив Московський інженерно-фізичний інститут за спеціальністю «Атомні електростанції й установки».
По закінченні МІФІ призначений інженером-оператором на Південно-Українську АЕС, згодом обіймав посади старшого інженера з експлуатації реакторного відділення, начальника зміни АЕС. З вересня 1999 по січень 2007 року — генеральний директор обособленого підрозділу «Південно-Українська АЕС» НАЕК «Енергоатом».
З 17 липня 2007 по 4 серпня 2008 року — заступник генерального директора ДК «Укратомпром».
З 3 жовтня 2008 по 27 жовтня 2010 року — радник генерального директора НАЕК «Енергоатом».
З 28 жовтня 2010 року — перший заступник генерального директора ДК «Ядерне паливо». Наказом по Міністерству енергетики та вугільної промисловості України № 91-к/к від 03.07.2013 року на Б. І. Білика покладено виконання обов'язків генерального директора ДК «Ядерне паливо». Виконував обов'язки гендиректора до листопада 2013 року.